# Oleh Kiper

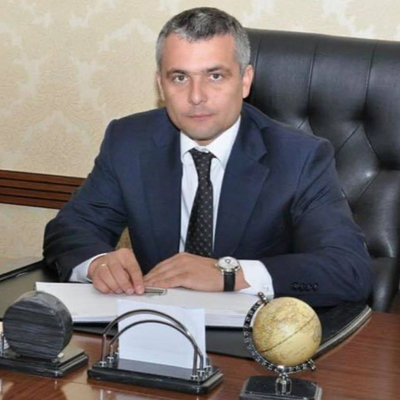
Oleh Kiper (2023)

Oleh Oleksandrowytsch Kiper (ukrainisch Олег Олександрович Кіпер; * 1. Mai 1980 in Tymkowe, Rajon Kodyma der Oblast Odessa) ist ein ukrainischer Jurist und Politiker. Seine Karriere ist geprägt von verschiedenen wichtigen Positionen innerhalb des ukrainischen Justizsystems und seiner Rolle in der regionalen Verwaltung. Seit 2023 ist er Leiter der Oblastverwaltung der Oblast Odessa.

## Frühes Leben und Bildung
Oleh Kiper wurde 1980 im Dorf Tymkowe im Rajon Kodyma der Oblast Odessa geboren. Seine akademische Laufbahn begann er an der Nationalen Universität „Juristische Akademie Odessa“, wo er 2002 sein Studium der Rechtswissenschaften abschloss. Kiper hat sich im Laufe seiner Karriere als Jurist in der Ukraine einen Namen gemacht und wurde mit einem Doktortitel in Rechtswissenschaften ausgezeichnet.

## Karriere

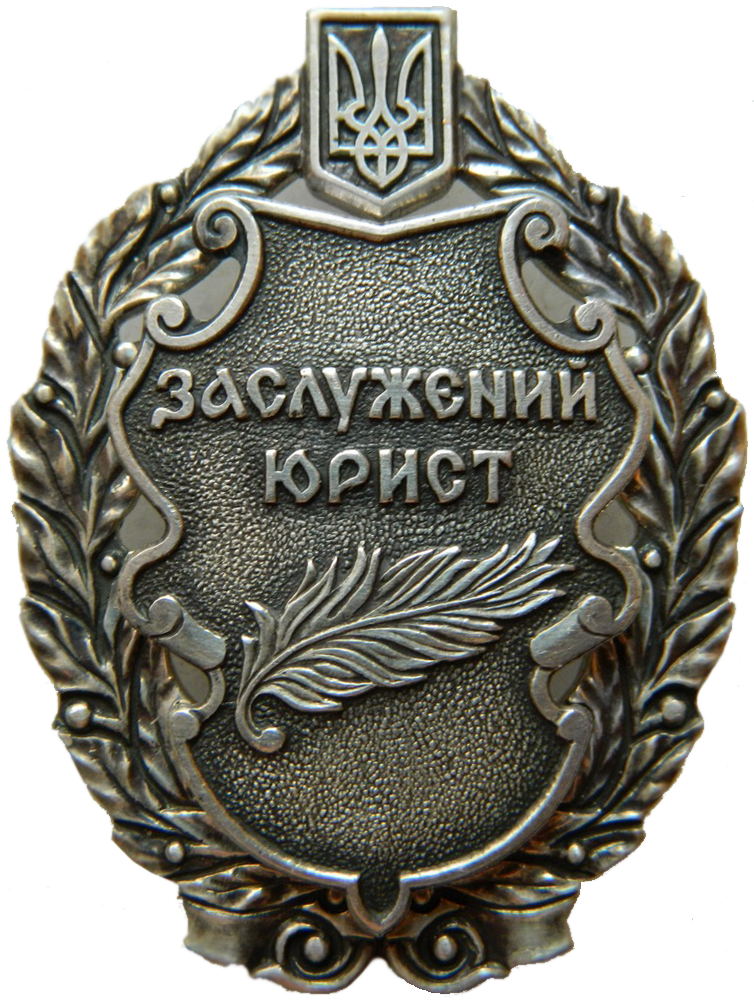
Kiper wurde mit dem Staatspreis Verdienter Anwalt der Ukraine geehrt

### Frühe Karriere in der Staatsanwaltschaft
Kipers beruflicher Werdegang in der Staatsanwaltschaft begann im Jahr 2001. Er diente zunächst als Ermittler in der interdistriktalen Staatsanwaltschaft Kotow in der Oblast Odessa. Im Laufe der Jahre nahm er als Staatsanwalt verschiedene Positionen innerhalb des ukrainischen Justizsystems ein, darunter in der Staatsanwaltschaft der Oblast Odessa. Außerdem wurde er Leiter der Staatsanwaltschaft und stellvertretender Staatsanwalt der Oblast Iwano-Frankiwsk, die er später auf Bestellung durch Wiktor Pschonka auch in der Generalstaatsanwaltschaft der Ukraine vertrat.

### Leiter der Staatsanwaltschaft von Kiew
Seit 2020 gilt Kiper als externer Berater Selenskyjs. Am 27. Juli 2020 wurde er von der Generalstaatsanwältin der Ukraine, Iryna Wenediktowa, zum Leiter der Staatsanwaltschaft von Kiew ernannt. Diese Position hielt er bis zu seiner Ernennung zum Leiter der Oblastverwaltung Odessa inne. Seine Arbeit in Kiew markierte einen wichtigen Abschnitt seiner Karriere, in dem er sich mit einer Vielzahl von rechtlichen und administrativen Aufgaben auseinandersetzte.

### Ernennung zum Leiter der Oblastverwaltung Odessa
Am 30. Mai 2023 ernannte der Präsident der Ukraine, Wolodymyr Selenskyj, Oleh Kiper zum Leiter der Oblastverwaltung Odessa. Diese Ernennung erfolgte durch das Präsidialdekret Nr. 312/2023. Kipers Ernennung fiel in eine Zeit, in der die Oblast Odessa seit Mitte März 2023 wegen eines Bestechungsskandals vakant war, nachdem Maksym Martschenko von seinem Posten entlassen wurde.

## Kontroversen und Herausforderungen
Im Oktober 2014 geriet Kiper aufgrund des Lustrationsgesetzes, das während der Amtszeit von Wiktor Janukowytsch als Präsident der Ukraine erlassen wurde, unter Druck. Das Gesetz zielte darauf ab, Personen aus dem öffentlichen Dienst zu entfernen, die während der Präsidentschaft Janukowytschs in hohen Ämtern tätig waren. Im Jahr 2019 wurde Kiper jedoch durch ein Urteil des Kiewer Bezirksverwaltungsgerichts entschädigt, in seinem Amt wieder eingesetzt und die gegen ihn gerichtete Lustration als illegal anerkannt.

## Auszeichnung
Oleh Kiper wurde mit dem Staatspreis Verdienter Anwalt der Ukraine geehrt.